# Kabwe

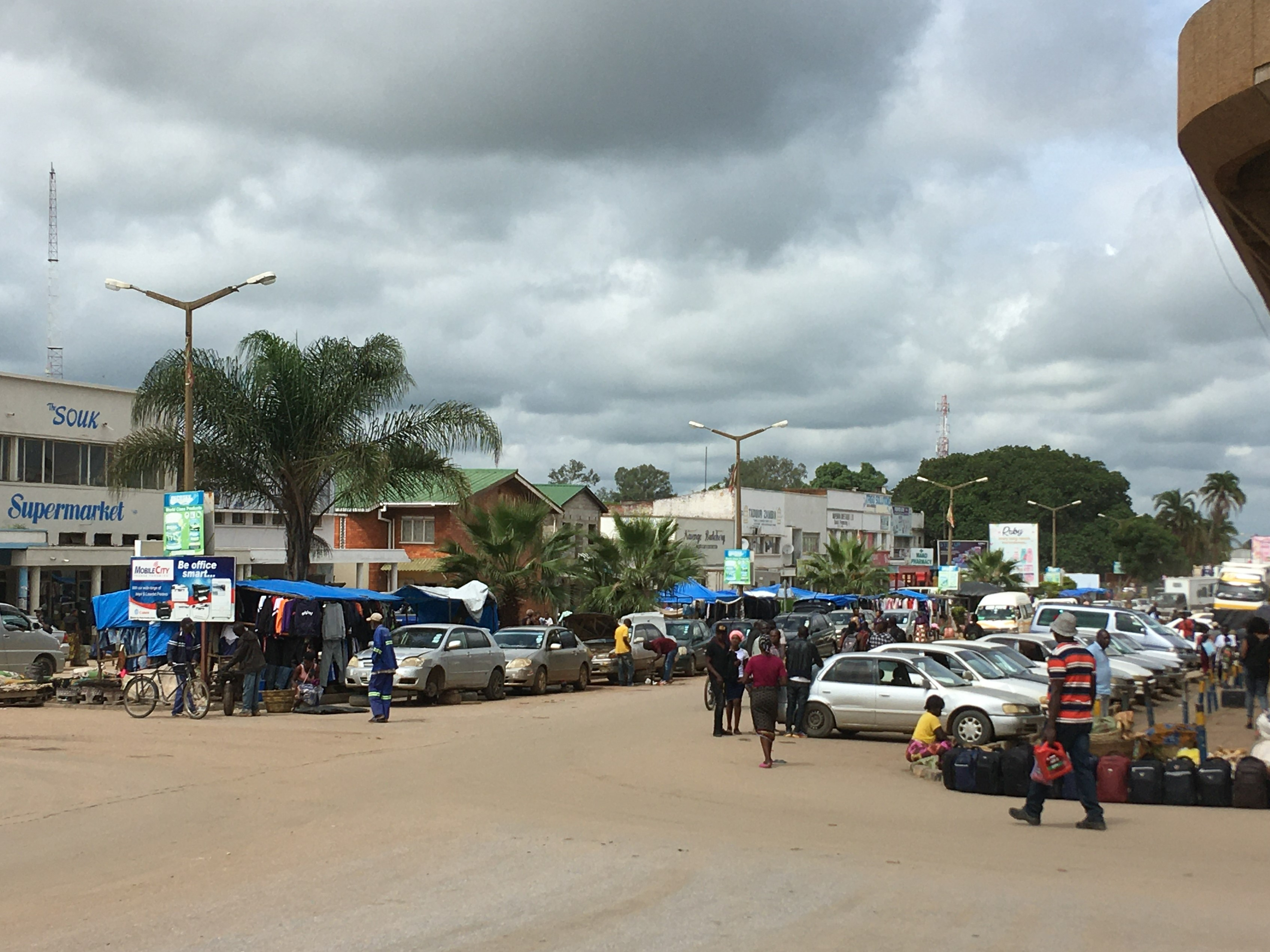
Kabwe

Kabwe es una ciudad del centro de Zambia, capital del distrito del mismo nombre y de la provincia Central, antiguamente llamada Broken Hill.

## Actividad económica
Tiene una mina de extracción de zinc y de plomo, la cual, además de estos minerales, se han hallado en su interior huesos fósiles y utensilios primitivos de los khoikhoi y los san.

## Antropología
El lugar es famoso por el descubrimiento en 1921 de un esqueleto incompleto de un hombre primitivo, llamado Hombre de Rhodesia, anterior al Hombre de Neandertal, y similar al Hombre de Heidelberg europeo.

## Población
La ciudad tenía 233.197 habitantes en el año 1999.